# Deeper (альбом The Soft Moon)
Deeper — третій повноформатний студійний альбом  американської пост-панк групи The Soft Moon. Реліз відбувся 31 березня, 2015 року на лейблі Captured Tracks. Перший сингл "Black" отримав відзнаку від Pitchfork як Найкращий Новий Трек (англ. Best New Track) та прозвучав в таких телевізійних серіалах, як Ґотем та Як уникнути покарання за вбивство.
19 лютого 2016 року було випущено збірник реміксів на деякі із треків альбому.

## Список композицій
| #   | Назва       | Тривалість |
| --- | ----------- | ---------- |
| 1.  | «Inward»    | 0:40       |
| 2.  | «Black»     | 3:28       |
| 3.  | «Far»       | 3:56       |
| 4.  | «Wasting»   | 5:50       |
| 5.  | «Wrong»     | 3:18       |
| 6.  | «Try»       | 3:53       |
| 7.  | «Desertion» | 3:55       |
| 8.  | «Without»   | 3:23       |
| 9.  | «Feel»      | 3:48       |
| 10. | «Deeper»    | 4:39       |
| 11. | «Being»     | 6:16       |